# 陳叔英
陳叔英（ちん しゅくえい、生没年不詳）は、南朝陳の皇族。豫章王。宣帝陳頊の三男。字は子烈。

## 経歴
陳頊と曹淑華のあいだの子として生まれた。天嘉元年（560年）、建安侯に封じられた。太建元年（569年）1月、豫章王に改封され、宣恵将軍・都督東揚州諸軍事・東揚州刺史に任じられた。太建3年（571年）、御史中丞の袁憲による弾劾を受けて免官された。太建5年（573年）1月、平北将軍・南豫州刺史に転じた。太建11年（579年）6月、鎮前将軍・江州刺史となった。
太建14年（582年）1月、後主が即位すると、征南将軍の位に進んだ。9月、開府儀同三司の位を加えられた。至徳元年（583年）1月、中衛大将軍の位を受けた。至徳4年（586年）1月、驃騎大将軍の位に進んだ。禎明元年（587年）11月、司空に上った。禎明3年（589年）、隋軍が長江を渡ってくると、叔英は知石頭軍戍事として防戦にあたった。まもなく建康台城に入って朝堂に駐屯した。陳の六軍が敗北すると、叔英は隋将の韓擒虎に降伏した。この年のうちに関中に入った。隋の大業年間に涪陵郡太守となった。
長子の陳弘は、至徳元年（583年）に豫章国世子となった。

## 伝記資料
- 『陳書』巻28 列伝第22
- 『南史』巻65 列伝第55